# ペンギン革命
『ペンギン革命』（ペンギンかくめい）は、筑波さくらによる日本の漫画作品。2004年から2007年に、『LaLa』（白泉社）に連載。全35話。単行本は花とゆめコミックスから全7巻が発行された。

## あらすじ
高校1年生のゆかりは、偶然に生徒会副会長の涼子と知り合うが、彼女は芸能事務所・ピーコックのまだ売れないタレント・涼が女装した姿だった。直後に父が事業に失敗し、住むところを失ったゆかりは、涼の提案で彼のマネージャーとなる。ピーコックの社長・鳥居から、男装でのマネージャー活動と涼との共同生活を告げられたゆかりは、涼とピーコックNo.1タレントの綾織とともに生活を始める。タレントの背中に見える羽根で、その人の才能がわかるゆかりは、まだ小さなペンギンの羽根しか持たない涼の可能性を信じ、大きく羽ばたかせようとする。

## 主な登場人物
声優はドラマCDより。
藤丸 ゆかり（ふじまる ゆかり）
声：川上とも子
本作主人公の少女。高校1年生。身長：145.7cm。牡羊座、O型。
仕事に浮き沈みの激しい父が事業に失敗して住む場所にも困っていたときに涼の秘密を知って彼のマネージャーとなる。社長からマネージャー活動は男に変装して行う条件がつけられ、「藤丸ゆたか」の名で活動。合気道を習っているため小柄だが黒帯の腕前。父を反面教師として育ってきたので将来の夢は「公務員」。
スターには「羽根」が見えるという眼力の持ち主で、ゆかりの目には涼や綾織達の背中には羽根が見えている。またその人の演技の度合いや感情などで羽根の色や大きさが変わり、凄まじい人は写真であってもその羽根が見えてしまう。思わずトリップしてしまうことから、ドラマなどを殆ど見ないようにしていた。
「ピーコック」解散後は高校を卒業し大学へ進学、晴れて夢だったキャリア組の国家公務員となり、財務省で働いている。最終巻ではその後「ピーコック」再結成の運びとなって秀光から事務所の社長とマネージャー兼業で働かないかと誘われている。
葛城 涼（かつらぎ りょう）
声：斎賀みつき
ゆかりと同じ高校に通う高校2年生。身長：175cm。水がめ座、A型。
芸能事務所・ピーコックのタレントでランクは「ペンギン」。事務所の方針で、学校へは女装して「葛城涼子」の名で通う。生徒会の副会長。女装のため体育の授業を見学していることから「体が弱い」と思われている。ピーコック社長・鳥居光秀と女優・丘よう子の子供。
丘よう子が目を覚ますのは彼女が目を覚まさずにはいられないほどのスターだと知り、「ピーコックのNo.1になるまで母に会わない」ことを条件にピーコックに所属した。
事務所も涼が社長の実子だということは伏せられており、涼自身もコネで入ったと思われたくないため、この事実を知っているのは社長秘書の望月さんと綾織と学校の理事長、そしてゆかりのみである。
顔立ちが母親似のため女装すると誰もが振り向く美女となる。映画「夢の階段」では母をモデルとしたヒロイン「進藤美沙」役、舞台「夢の階段」ではヒロイン「踊り子」を母とダブルキャストと、男なのに女性役が多いことを嘆いている。あまりにもすごい演技の時は記憶が飛んでおり、その時は決まって母似の小さな女の子が現れる。その子いわく「母親からのプレゼントであるカケラ」とのこと。
「ピーコック」解散後は高校卒業後、綾織と二人で活動拠点を海外へと移し、活躍している。
綾織 真（あやおり まこと）
声：野島裕史
涼、ゆかりと同じ高校に通う高校2年生。身長：184cm。蠍座、B型。
芸能事務所「ピーコック」No.1のタレント。ランクももちろん「ナンバーズ」のNo.1。本名は「真柴綾織」。学校では芸能活動の時とは似ても似つかない風貌で生徒会長を勤めるが、学校の方が彼の素である。普段はぼやっとしているが学年1位と成績は優秀。極度の近視。大食漢。
幼い頃事故で父親を失い、身寄りがなかったところを秀光に引き取られ、涼とは兄弟のように育つ。母親は綾織出産と同時に亡くなっている。自身の境遇故に何かを欲しがることを自制していたが、涼やゆかりのことはとても大切に思っている。
「ピーコック」解散後は高校卒業後、涼と二人で活動拠点を海外へと移し、活躍している。
鳥居 秀光（とりい ひでみつ）
芸能事務所・ピーコックの社長。身長：178cm。射手座、O型。
戸籍上の名前は葛城秀光で、涼の実父。ちなみに入り婿。やり手でタレントにも仕事にも厳しく、秘密好きとしており、所属タレントには私生活での変装などを義務付けている。ゆかりと同じくスターとなる人物を見分ける眼力の持ち主で、彼の場合はその人物に力強く引き寄せられる。
安岡プロダクションで働いていた時に当時学生だった丘よう子と出会い、彼女は大スターになるとしてスカウトしデビューさせるが上手く進まず、事務所も力を入れてくれなかったためクビとなり、丘よう子と他抱えていたタレントを連れて自身の事務所を設立した。その後丘よう子と結婚し涼を授かるが、7年前「夢の階段」公演初日に丘よう子は事故に遭い、一命は取り留めるも昏睡状態へと陥る。
彼女が目覚めるのは類まれなる演技力を持った彼女の芸能魂を刺激する人物だと知り、引き取った綾織をピーコックに所属させ、その後涼も「母に会わないこと」を条件にピーコックに所属させた。彼にとって丘よう子は特別な存在であるため、彼女以外の女性タレントには目がいかないと明言している。
舞台「夢の階段」上演後はピーコックを解散し、所属タレントを信頼できる事務所へ移籍させた後、自身は妻の介護の日々を送っている。
丘 よう子（おか ようこ）
伝説の女優。若獅子賞のほか数多の賞を受賞してスターの頂点に立った女性。身長：168cm。
学生時代に路上ですれ違った秀光に見初められタレントデビューし、多くの人々を魅了するが、7年前に舞台「夢の階段」の公演初日に交通事故に遭い、一命は取り留めるが意識不明の重体となって以降芸能界から姿を消す。涼の母親。秀光とは深い愛情で結ばれている。またこの交通事故によってか頭の中に腫瘍が生まれ、これが昏睡の要因の1つとなっていた。
ピーコックが所有する無人島で世間に知られず療養していたが、映画「夢の階段」で芸能魂を刺激され一時的に覚醒、腫瘍を取り除く手術前に舞台「夢の階段」でゲスト出演を希望し、一時的に芸能界へ復帰。上演2日目に出演、7年のブランクを感じさせず観客を魅了し、最終日のヒロインに選ばれた。
だが最終日の第二幕終了間際で倒れてしまい、そのまま島の病院まで移送。その後手術を受け意識は戻らないままだが、元気にやっているという。

### ピーコック関係者
落合恵子（おちあい　けいこ）
ゆかり、涼、綾織と同じ学校に通う女生徒。「ピーコック」ファンクラブの会員でありファンクラブ会長という筋金入りのピーコックファン。叔父がTV局勤めらしいが、それ以上に凄まじい情報収集能力を持っている。布教活動も怠らない。また「葛城涼子」と「葛城涼」は親戚ではないかと思っている。作者からは解説役として重宝されていた。
ピーコック解散から10年経っても元ピーコックメンバー達を追いかけ続けている。情報収集能力も衰えを見せず、秘密主義の習慣が残っているにもかかわらず様々な場所に散ったメンバーが集結しているという情報もキャッチしていた。
奈良崎譲（ならざき　ゆずる）
声：高橋広樹
ピーコックのナンバーズNo.10に位置するタレント。身長：183cm。秀光からの愛称は「ゆず」。
殺陣などを得意とする動きの達人で、合気道、剣道などの段位も所持している格闘オタク（ただし段位には特に興味ない）。常に木刀を持っている。時代劇で地位を確立してからは引っ張りだことなり、そのまま安定した地位を築く。時代劇で有名な監督のお気に入り。興味のないことにはとことん興味がない。
人一倍マイペースなため、多くのマネージャー希望者がいながらも立候補者は彼の独特の行動について行けずに断念しており、ひと月前からマネージャーがいなかったが、マネージャー時のゆかりの合気道の片鱗を見てゆかりを気に入り、自分のマネージャーにならないかとアピール。正々堂々が好みなようで、秀光が少し介入した時は怒りのままに社長室のドアを破壊し、直談判した。
その後ゆかりに（女と気付かぬまま）恋するようになり、ピーコック解散時にゆかりが女と知ってからは10年間も「嫁に来ないか」と求婚を続けている。
望月さん（もちづき）
秀光の秘書を務める女性。きびきびしており、社長のどんな指示にも即座に対応し、冷静さを失わない有能な人。ピーコック解散後は涼のマネージャーを務めるが、本人は秘書業が性に合っているらしい。
如月基（きさらぎ　もとい）
ピーコックのナンバーズメンバーでNo.2に位置するタレント。映画「夢の階段」では綾織の父をモデルにした「佐竹」役で出演。優しげな風貌と笑顔でファンの心を鷲掴みにするあなどれないタレント。綾織とは何度か仕事をしている。ピーコック解散後は舞台にも出演している。
深津章吾（ふかつ しょうご）
ピーコックのナンバーズメンバーでNo.8に位置している。彼と一緒に仕事をしたタレントは何かしら事故が起こることから「悲劇のプリンス」という異名がつけられており、本人もこの異名は気に入っていない。後輩にも優しい穏やかな人物。
だがその事故の真相は章吾本人が画策したことが殆どで、自分の地位を脅かすタレントは早いうちに潰しておこうという魂胆から。普段の穏やかさはフェイクで本性は腹黒い。彼の本性は秀光もある程度気付いていたらしい。舞台で共演することになった涼のこともつぶそうとしていたが、舞台中に発揮された涼の才能の片鱗を見て圧倒され、以降はいやがらせなどをしなくなった。
ピーコック解散後は安岡プロダクションに移籍し、麗奈と共に稼ぎ頭となっていた。
月代渚（つきしろ なぎさ）
章吾のマネージャー。タレントと違って影が薄くおどおどした人。章吾の指示には逆らえず、涼とゆかりの弱点を探ろうとしたが二人にまんまと翻弄されてしまう。
小日向要（こひなた かなめ）
ピーコックのカラスランクNo.1のタレント。天然に見せかけて結構クール。以前は奈良崎に似た黒髪だったが、マネージャーの金田が自分を奈良崎と重ねて見ていることに気付き、自分を見てもらおうと気を引くためにわざとおかしな色に染めるようになった。
金田聡（かねだ さとし）
要のマネージャー。強面だが要いわく優しいらしい。以前奈良崎のマネージャーに立候補するもマイペースな奈良崎の行動についていけず断念。その後要のマネージャーとなる。当初奈良崎と似た風貌だったため重ねて見てしまうことがあり、勝手に染髪する要に怒鳴ってしまうこともあった。自身を袖にした奈良崎に興味を持たれたゆかりに嫉妬し、要のことを「ロクなタレント」と言ってしまったが、本心は良いタレントだと思っている。
「ピーコック」解散後も要のマネージャーを続けている。
東海林陽（しょうじ あきら）
綾織のマネージャーの一人。営業面担当。28歳。派手な人。元はタレント希望だったが秀光にスカウトされてマネージャーとなった。
花村真之介（はなむら しんのすけ）
綾織のマネージャーの一人。26歳。綾織の身の周りのケアを担当。
斎藤先生（さいとう）
ダンスの振付家。オカマ。秀光とは昔からの仲。ピーコックタレントを非常に気に入っており、レッスン中はすごく幸せを感じている。常に鞭を持っている。
真柴圭史（ましばけいし）
綾織の実の父親で、「ピーコック」創立メンバー。秀光、丘よう子とは安岡プロの頃からの付き合いだった。
田嶋謙（たじま けん）
ピーコックのカラスランクのタレント。綾織出演の映画の宣伝のため中谷、涼の3人でバラエティ番組に出演。綾織と同居している涼を妬み嫌がらせでゆかりを熱湯バスタブに入るように画策するが逆手に取られ、番組スタッフに誘われた時は尻込みしてしまった。ピーコック解散後はミュージシャンになっている。
中谷祐弥（なかたに ゆうや）
ピーコックのカラスランクのタレント。綾織出演の映画の宣伝のため田嶋、涼の3人でバラエティ番組に出演。田嶋と結託し涼とゆかりに嫌がらせをするが、失敗に終わる。作者いわく「地味な顔」。

### 安岡プロダクション
安岡修二（やすおか しゅうじ）
安岡プロダクション社長。何代も続く芸能一家の生まれで目が肥えている。秀光が大嫌いで、丘よう子の交通事故が綾織の父が起こしたものだとマスコミにリークし、ピーコックに宣戦布告を叩きつける。麗奈のことはあまり期待していなかった。気に入ったタレントの写真を額縁に入れて飾っており、丘よう子のほかは涼と奈良崎の写真がある。
真柴麗奈（ましば れいな）
綾織の従姉。19歳。一時期一緒に暮らしていたようだが、綾織の回想ではよく思っていなかった様子。
社長からは内心期待されていなかったが、10年後すっかり弱小プロダクションになった事務所の稼ぎ頭となっている。

### マスコミなど
鬼塚千尋（おにづか ちひろ）
女性週刊誌「JUST」の編集者。昔は丘よう子のファンでファンクラブにも入会していた青春を送っている。現在もその熱は冷めておらず事故後の安否を心配していたようで、事前に知らされていなかったとはいえ、「夢の階段」制作発表会の時に丘よう子と瓜二つの涼の姿を見て涙を流している。
涼だと知った後もすっかり涼本人に惚れこんでおり、ピーコック解散から10年経ち、海外へ活動拠点を移した涼を取材しようと社長に直訴しているが却下される日々を送っている。
小山昌幸（こやま まさゆき）
鬼塚の部下。鬼塚にツッコミを入れつつも彼を生温かく見守っている。10年後も上司部下の関係は変わっていない。

## 用語
時計
ゆかり愛用の目覚まし時計。タイマーセットしてもいつも鳴る前に起きるので作中では殆ど大きな音を鳴らしたことがなく、立場がないと嘆いている。一度だけセットし忘れたことがあった。
単行本のオマケカットなどでよくゆかりと会話している。
ピーコック
鳥居秀光が社長を務める芸能事務所。少数精鋭、実力主義、秘密主義を方針としており、事務所内では所属タレントにランク付けがされていて、前線で活躍する「ナンバーズ」、スター予備軍の「カラス」、下っ端の「ペンギン」と3つに分けられている。そして所属タレントは私生活において素顔がバレないよう、変装をするように義務付けられている。また秀光が丘よう子以外の女性タレントに目がいかないことから、男性タレントしか受け入れない。
夢の階段
丘よう子が上演権を持ち、ゆかりが幼い頃に丘よう子を見た舞台作品。そして「ピーコック」が総力を挙げて作り上げた映画作品。映画はメインから端役まで「ピーコック」の全タレントが出演している。
映画の方は丘よう子の半生をモデルとした内容で、綾織真、葛城涼のダブル主演として上映された。観客には丘よう子のファンらしき中年代の男性の姿も確認されている。
舞台作品はその後映画で芸能魂を刺激された丘よう子が一時的に覚醒し、手術をする前に舞台出演を希望したため上演の運びとなった。舞台の登場人物もピーコックの選ばれたタレントが出演している。
物語のモチーフは「天岩戸」。主役の「残虐な王」を綾織が、ヒロインとなる「王の心を開く踊り子」を涼と丘よう子が演じた。上演日数はわずか3日で、1日目は涼、2日目は丘よう子が入れ替わって同じ役を演じ、最終日どちらが演じるかは投票によって決められた。
安岡プロダクション
設立55年という老舗の芸能プロダクション。以前は業界トップクラスだったが現在は中堅。以前鳥居秀光、真柴圭史、丘よう子が所属していた事務所だったが独立されている。
綾織真がらみで彼の従姉の麗奈をタレントデビューさせ、更に丘よう子の交通事故が綾織の父によって起こったものだとマスコミにリークしピーコックのスキャンダルを狙うも、秀光の手腕によって覆され、中堅から弱小プロダクションとなってしまう。ピーコック解散後は深津章吾が移籍しており、麗奈と共に稼ぎ頭となっていた。
天使のカケラ
安岡プロダクションが手掛けた映画で、真柴麗奈主演にして彼女のデビュー作品。丘よう子をモデルとした内容で一時は注目の的となるも、上映開始からひと月足らずでピーコックが同じコンセプトで手掛けた「夢の階段」が上映されたことで、すぐに話題性が薄れてしまった。

## 書誌情報
- 筑波さくら 『ペンギン革命』 白泉社 〈花とゆめコミックス〉、全7巻
  1. 2005年4月10日第1刷発行、ISBN 4-592-18241-3[1]
  2. 2005年9月10日第1刷発行、ISBN 4-592-18242-1[1]
  3. 2006年3月10日第1刷発行、ISBN 4-592-18243-X[1]
  4. 2006年11月10日第1刷発行、ISBN 4-592-18244-8[1]
  5. 2007年4月10日第1刷発行、ISBN 978-4-592-18245-0[1]
  6. 2007年10月10日第1刷発行、ISBN 978-4-592-18246-7[1]
  7. 2008年2月10日第1刷発行、ISBN 978-4-592-18247-4[1]